# Кербела
Кербела́ (араб. كربلاء‎, Карбала) — город в Ираке, в 100 км на юго-запад от Багдада. Административный центр мухафазы (провинции) Кербела.
Население — 675 000 жителей (2011 год).
Шииты считают Кербелу одним из своих самых священных городов после Мекки, Медины, Иерусалима и Эн-Наджафа, потому что здесь в 680 году в ходе Кербельской битвы солдатами Язида ибн Муавии был обезглавлен имам Хусейн, сын Али и внук пророка Мухаммеда.

## Этимология
Существует несколько теорий происхождения названия Кербела. Географ Якут аль-Хамави высказал предположение, что название города восходит к арабскому karbalah — «мягкая земля». Согласно другой версии, название города происходит от арамейского слова Kora, что означает место для производства кирпича для располагавшегося поблизости Вавилона (Babil), следовательно, Karbabil было сокращением от Kora Babil. Шииты верят, что архангел Джибриль (Гавриил) рассказал истинный смысл названия Кербела Мухаммеду: «земля, на которой будет много мук (Karb) и страданий (Bala)». Наконец, согласно ещё одной теории, Кербела происходит от арамейского слова כַרְבָלָא / ܟܪܒܠܐ [krblh | karbālā], которое в свою очередь происходит от аккадского слова karballatu —  тип головного убора, а также петушиный гребень.

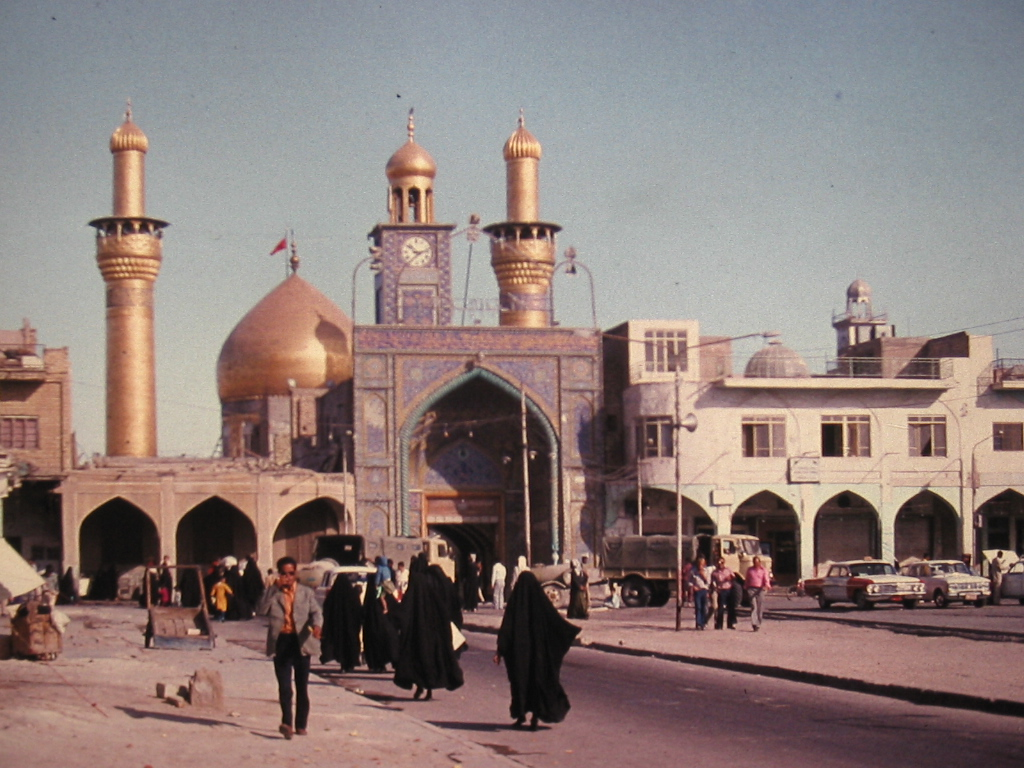
Мечеть Хусейна, 1975 год

## Климат
Кербела имеет жаркий пустынный климат, с чрезвычайно жарким, сухим летом и прохладной зимой. Почти все годовые осадки выпадают в период с ноября по апрель.
| Показатель                    | Янв. | Фев. | Март | Апр. | Май  | Июнь | Июль | Авг. | Сен. | Окт. | Нояб. | Дек. | Год   |
| ----------------------------- | ---- | ---- | ---- | ---- | ---- | ---- | ---- | ---- | ---- | ---- | ----- | ---- | ----- |
| Средний суточный максимум, °C | 15,7 | 18,8 | 23,6 | 30,6 | 36,9 | 41,5 | 43,9 | 43,6 | 40,2 | 33,3 | 23,7  | 17,6 | 30,78 |
| Средний суточный минимум, °C  | 5,4  | 7    | 11,2 | 17,1 | 22,5 | 26,3 | 28,8 | 28,2 | 24,3 | 19   | 11,6  | 6,9  | 17,36 |
| Норма осадков, мм             | 17,6 | 14,3 | 15,7 | 11,5 | 3,5  | 0,1  | 0    | 0    | 0,3  | 4,1  | 10,5  | 15,3 | 92,9  |

## История

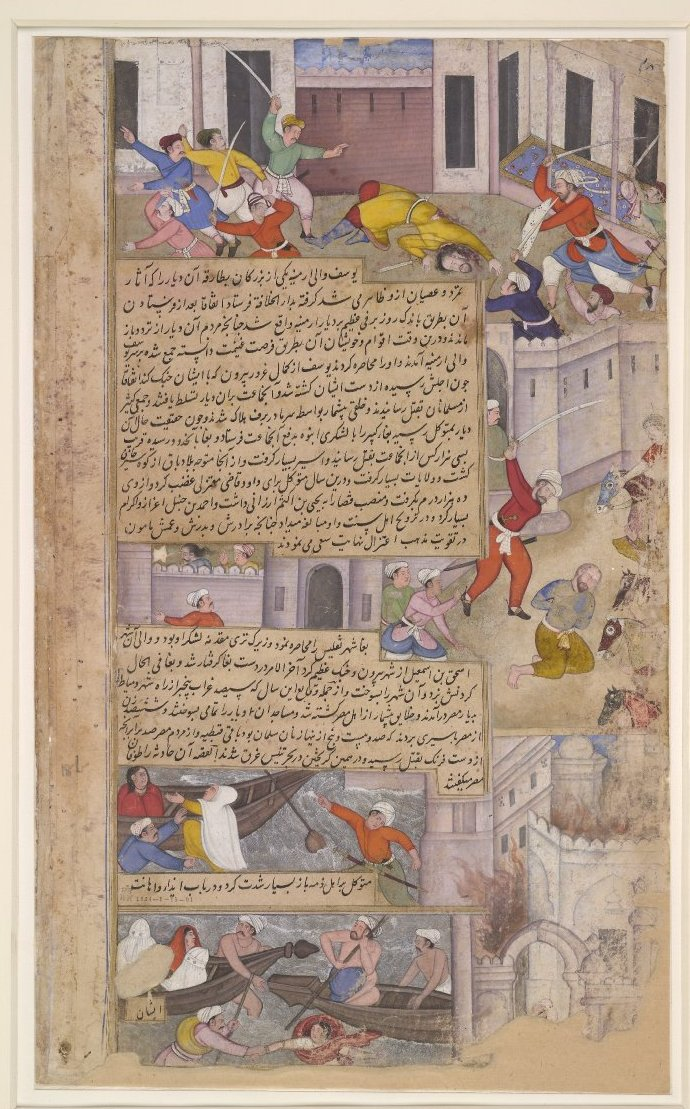
Разрушение могилы имама Хусейна в Кербеле

Кербела известна как место битвы, произошедшей на месте современного города 9 октября 680 года (10 мухаррама 61 года хиджры). Имам Хусейн ибн Али и его брат Аббас, погибшие в битве, были похоронены здесь в месте, позже известном как Mashhad Al-Hussein — Могила Хусейна. Сама битва произошла в результате отказа Хусейна признать Язида ибн Муавию халифом. Губернатор Куфы Убайдуллах ибн Зияд послал тысячи всадников против имама Хусейна, когда тот двинулся на Куфу. 10 мухаррама имам Хусейн повёл свои войска в бой вместе с братом Аббасом. Имам пал в битве, а его последователи, в том числе сыновья Али аль-Акбар и Али аль-Асгар и племянники Касим, Аун и Мухаммед, были замучены.
В 63 году хиджры (682 год) Язид ибн Муавия выпустил выживших членов семьи имама Хусейна из тюрьмы. На их пути к Мекке они остановились на месте битвы. Считается, что город вырос у могилы Хусейна в целях удовлетворения потребностей паломников.
Город и гробницы были значительно расширены при различных арабских правителях, но и страдали от нападений и разрушений. Первоначальная Могила имама Хусейна была разрушена халифом Аббасидов аль-Мутавакилем в 850 году, но была восстановлена в её нынешнем виде около 979 года, далее она была частично уничтожена пожаром в 1086 году и восстановлена вновь.
Как и Эн-Наджаф, город страдал от острой нехватки воды, и эта проблема была решена только в начале XVIII века, когда была построена дамба через канал Хуссейния. В 1737 году город сменил иранский Исфахан в качестве основного центра шиитского образования. В 1802 году первый эмир Саудитов Абдул-Азиз ибн Мухаммад организовал набег на Кербелу, в ходе которого была убита большая часть шиитского населения и разрушены могилы имама Хусейна и Али ибн Абу Талиба.
После первого Саудитского вторжения город заявил об автономии в составе Османской империи и оказался во власти групп банд и кланов. Для того, чтобы восстановить свою власть в регионе, османская армия осадила город. 13 января 1843 года османские войска вошли в город. Многие из лидеров горожан бежали. Около 3000 арабов были убиты в городе и ещё 2000 за стенами (около 15 % от населения города). Турки потеряли 400 человек. Разграбление города заставило многих студентов и учёных перебраться в Наджаф, который стал главным религиозным центром шиитов.

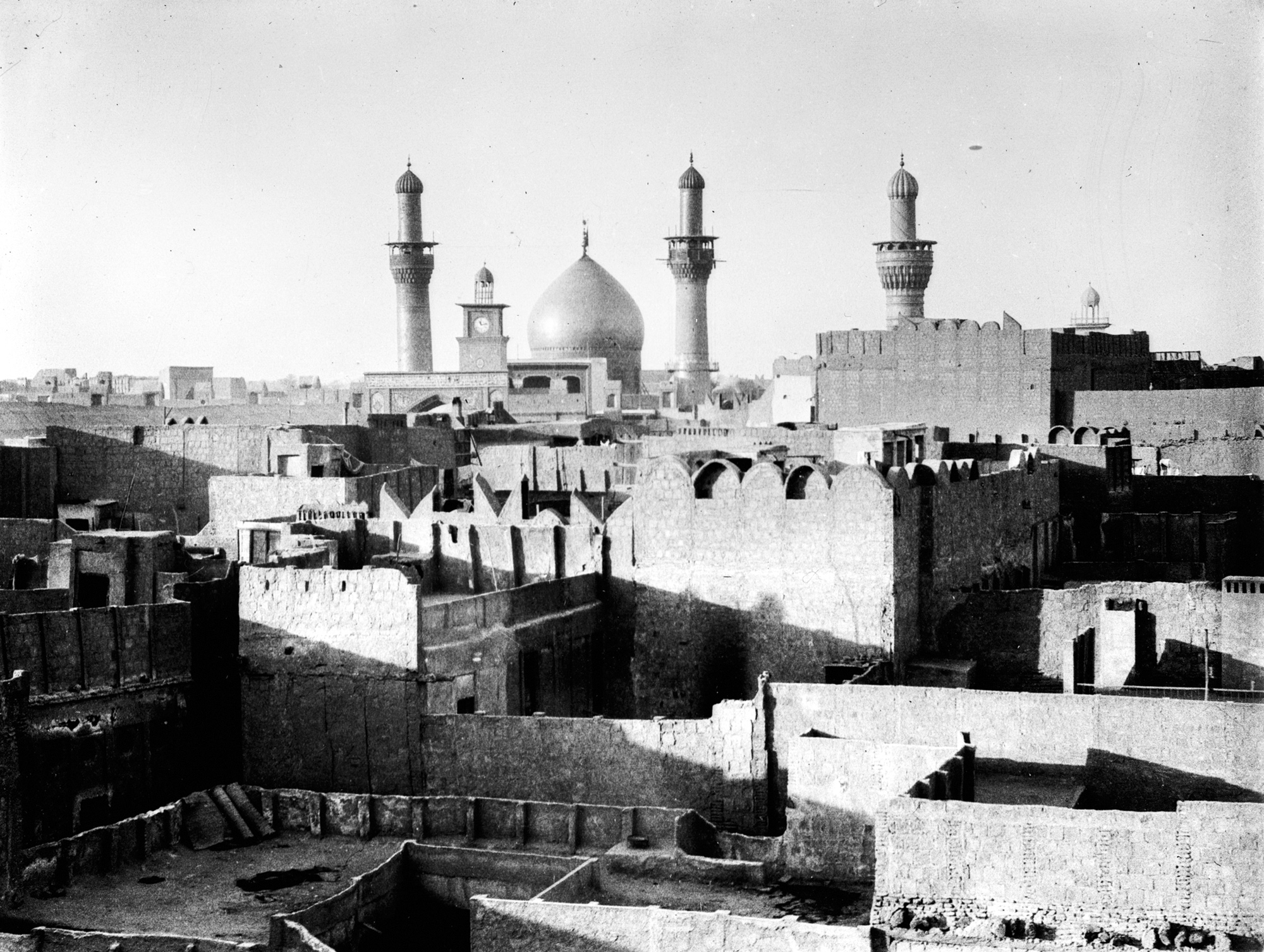
Мечеть Кербелы, 1932 год

Кербела испытала сильное влияние персов, которые издавна составляли большинство горожан. Семья Kammouna была хранителем святынь в течение многих лет и эффективно управляла городом.
В ходе первой мировой войны город в 1915 году заняли британские войска.

### 1932—2003
Ассоциация города с шиитскими религиозными традициями привела к неприязни к нему со стороны суннитских правителей Ирака. В соответствии с приказом Саддама Хусейна шиитские религиозные обряды в городе были сильно ограничены, и многим не-иракским шиитам вообще было запрещено посещать его.
В марте 1991 года город был сильно повреждён, и многие горожане погибли, когда восстание местных шиитов было подавлено с большой жестокостью режимом Саддама. Святыни и окружающие шиитские дома, кладбища и больницы оказались под пулемётным огнём. К апрелю 1991 года Саддам Хусейн начал реализацию проекта по сносу зданий вокруг святынь в целях создания «санитарной зоны», создавшей открытое пространство по периметру святынь. Святыни были восстановлены к 1994 году.

### С 2003
В ходе вторжения в Ирак 26 марта 2003 года англо-американские войска вышли к окраинам города и после продолжительного сражения он был захвачен.
В дальнейшем, оккупационная администрация позволила иностранным шиитским паломникам в неограниченном количестве посещать город.
В конце декабря 2003 года в Кербеле были сосредоточены 500 польских и 500 болгарских солдат под польским командованием. 27 декабря 2003 года в городе были одновременно атакованы военная база «Индия» в северной части города (на которой находились болгарские солдаты), военная база коалиционных войск в южной части города (на которой находились солдаты Польши, Таиланда и США) и полицейский участок (в котором помимо полицейских находились инструкторы США), четвёртая заминированная машина взорвалась возле здания городской администрации. Ворота военной базы «Индия» протаранил заминированный бензовоз, который затем взорвался возле главного здания базы. В результате, были убиты 6 военнослужащих коалиции, 7 иракских полицейских и 5 гражданских лиц.
2 марта 2004 года, несмотря на усиленные меры безопасности во время прибытия в город паломников, недалеко от мавзолея имама Хусейна взорвал себя смертник. На пресс-конференции бригадный генерал США Mark Kimmit сообщил, что в результате взрыва были убиты 85 и ранены 100 человек.
14 декабря 2004 взрывом заложенной у ворот мавзолея имама Хусейна бомбы были убиты 7 и ранены 30 человек.
14 апреля 2007 года автомобиль со взрывчаткой взорвался в 180 м от святынь, убив 47 и ранив более 150 человек.
27 апреля 2007 года в городе взорвался ещё один автомобиль со взрывчаткой, были убиты 58 и ранены не менее 100 человек.
19 января 2008 года 2 млн иракских шиитов-паломников прошли через город в ознаменование Ашура. 20000 иракских войск и полиция охраняли паломников на фоне напряжённости в связи со столкновениями между иракскими войсками и шиитами в Басре и Насирии.

## Культурные связи
Среди мусульман Индии слово Кербела означает не только город (который, как правило, называют Кербела-е-Муалля, «Кербела Возвышенная»), но и памятные шествия в период тазии. Большое расстояние от Индии до Кербелы не позволяло хоронить индийских шиитов рядом с могилой имама Хусейна или совершать частые паломничества (зиярат) к святыням. Поэтому индийскими шиитами были созданы местные кербелы, принося землю из Кербелы из паломничеств. После создания кербел на субконтиненте индийские шииты построили и копию мавзолея имама Хусейна, отмечая Ашуру дома.

## Спорт
В городе базируется футбольный клуб «Кербела», являющийся участником Премьер-лиги Ирака по футболу. В сезоне 2002/2003 «Кербела» становился победителем Первого дивизиона чемпионата Ирака по футболу.
В городе расположены ряд спортивных сооружений, в том числе спортивный комплекс «Кербела», стадион «Кербела Спортс Сити», вмещающий 30 тысяч зрителей, а также стадион «Кербела», вмещающий 5 тысяч зрителей.